# المهند البغدادي
المهند البغدادي واسمه طاهر بن محمد بن عبد الله بن محمد بن موسى بن إبراهيم، شاعر من أهل بغداد؛ يكنى أبا العباس. وصل إلى الأندلس في جمادى الأولى سنة 340هـ. وكان شاعرًا مفلقا مدح الخلفاء وكسب المال بالأدب. وكان قد شك في آخر أمره، وقال في الزهد. وله رسائل عجيبة، ومقالات في معاني الزهد على مذاهب المتصوفة. وكان: قد لزم ضيعته ببلده، وكانت واسعة مغلة. فكان قليل الشهود بقرطبة.

## مولده ووفاته
ولد ببغداد في شهر رمضان سنة 315هـ. وتوفي بقرطبة يوم الجمعة، يوم عاشوراء سنة 390هـ. ودفن بمقبرة الربض.